# 薔薇の葬列
『薔薇の葬列』（ばらのそうれつ、Funeral Parade of Roses）は、1969年制作の日本映画。
映画評論家、実験的映像作家として知られていた松本俊夫監督の劇場用長編第1作であり、ピーター（池畑慎之介）のデビュー作でもある。

## 作品概要
新宿のゲイバー 「ジュネ」の看板ゲイボーイであるエディは、経営者の権田と親密な関係にある。それを知った店のママ、レダは嫉妬の炎を燃やし、エディを傷つけようとするが失敗。店も権田も独占したエディは、ある事をきっかけに自らの宿命を悟る。
1967年に公開された伊映画『アポロンの地獄』をベースにし、猥雑なエネルギーに満ちた60年代末期の新宿を舞台に描かれる「裏オイディプス物語」。俳優たちがカメラに向かって素で語ったり、当時活躍していた先端的芸術家、文化人が友情出演していたりと、アヴァンギャルド映像作家・松本俊夫ならではの趣向が凝らされている。

## その他
- 主演のゲイボーイ役に100名近い候補者とオーディションを行うが、該当者が見つからなかった。ある日、作家の水上勉からの知らせで、六本木のゴーゴークラブに赴き、そこで当時16歳のピーター（本名・池畑慎之介）と出会い、即決したと云う。
- サンフランシスコのフィルムアーカイブに寄贈。
- 2006年8月に英国のアート系DVD配給会社ユーレカからDVDが発売。

## スタッフ
- 監督 - 松本俊夫
- 脚本 - 松本俊夫
- 撮影 - 鈴木達夫
- 美術 - 朝倉摂
- 編集 - 岩佐寿枝
- 音楽 - 湯浅譲二
- 製作 - 工藤充
- 録音 - 片山幹男
- 照明 - 久米成男
- 美術 - 朝倉攝
- 演出助手 - 上杉健、栗田邦夫、岡村昭夫、原正孝
- 撮影助手 - 佐藤俊彦、中村初男、長田勇
- 照明助手 - 中村栄一、上杉太司
- 美術助手 - 山崎裕久
- 記録 - 馬道子
- 音響効果 - 福島効果
- 現像所 - 東洋現像所
- 録音所 - 東京スタジオセンター

## キャスト
- エディ - ピーター
- 権田 - 土屋嘉男
- レダ - 小笠原修（青山のゲイバー「紫」のママ・うさぎ（むらさきうさぎ）、後に二代目中村雪之丞と改名、美空ひばりの友人）
- 母 - 東恵美子
- ジミー - 城よしみ
- ジュジュ - 仲村紘一
- マリー - 太田サー子
- グレゴ - フラメンコ梅路
- ノラ - 卍太郎
- ゲバラ - 内山豊三郎
- 哲学者 - 芝山幹郎
- サブ - 彦凪わたる
- ラドン - さとう陽
- せむし - 竹永敬一
- おけい - 小林千枝子
- ピロ - 五味淵澄
- トニー - ドン・マドリッド
- 情夫 - 小松方正

（特別出演）
- 秋山庄太郎
- 粟津潔
- 淀川長治
- 篠田正浩
- 藤田繁矢（藤田敏八）
- 岩崎とよ子
- 江田和雄
- 池田龍雄
- 八木治郎